# Ostwind – Westwind
Ostwind – Westwind ist ein Roman der US-amerikanischen Autorin Pearl S. Buck aus dem Jahr 1930. Der Originaltitel lautet East Wind: West Wind; die deutschsprachige Erstausgabe erschien 1934 in der Übersetzung durch Richard Hoffmann.

## Inhalt
Kuei-lan ist eine traditionell erzogene Chinesin. In Brief- bzw. Tagebuchform berichtet sie einer nicht namentlich genannten Empfängerin, die sie als ihre Schwester anspricht, von ihrem Ehe- und Familienleben. Die Erzählerin wurde nach chinesischen Traditionen erzogen, die sie zu Beginn des Romans als richtig ansieht, im Verlauf der Handlung aber zunehmend in Frage stellt.
Kuei-lan entstammt einer wohlhabenden Familie. Sie heiratet den Sohn einer befreundeten Familie, mit dem sie in ihrer Kindheit verlobt wurde. Vor dem Hochzeitstag hat sie ihn nie gesehen. Ihr Ehemann hat in den USA Medizin studiert. Seine Weltsicht ist westlich geprägt. Er möchte eine gleichberechtigte Beziehung mit ihr führen, was sie anfänglich als Zurückweisung versteht. Ihrem Mann zuliebe bindet sie sich ihre Lotusfüße auf. Durch ihn kommt sie mit Europäern in Kontakt. Sie beginnt, westliche Kleidung zu tragen, und stellt ihre traditionellen Werte zunehmend in Frage. Als sie ein Kind erwartet, informiert sie sich über westliche Kindererziehung.
Ihren älteren Bruder hat Kuei-lan kaum noch gesehen, seitdem er im Alter von 9 Jahren in den Teil des Hauses gebracht wurde, der den Männern und Konkubinen vorbehalten ist. Er hat während seines Studiums eine Amerikanerin geheiratet. Nun bittet er die Erzählerin, zwischen ihm und den Eltern zu vermitteln. Die Mutter akzeptiert die ausländische Braut nicht und besteht darauf, dass er ein Mädchen aus einer befreundeten Familie heiraten müsse, mit der er seit langem verlobt ist. Nach dem Tod der Mutter kommt es zum Bruch zwischen dem Vater und dem Bruder der Erzählerin.
Mary, die Frau des Bruders, ist bestrebt, sich mit der chinesischen Kultur vertraut zu machen, und lernt Mandarin. Das junge Paar zieht in ein eigenes Haus. Bald darauf bringt Mary einen Sohn zur Welt, der in beiden Kulturen zu Hause sein soll. Die alte Amme, die schon den Vater aufgezogen hat, tritt in den Dienst des jungen Paares. In der Familie hat inzwischen eine Konkubine den Platz der verstorbenen Mutter als erste Ehefrau eingenommen. Die Erzählerin und Mary werden Freundinnen.

## Links
- Eine Chinesin spricht. Kritik von Alfred Ohswald auf Buchkritik.at
- Leseprobe
- Volltext in Englisch im Internet Archive